# Русковце (Собранце)
Русковце (слч. Ruskovce) насељено је мјесто са административним статусом сеоске општине (слч. obec) у округу Собранце, у Кошичком крају, Словачка Република.

## Становништво
| Година:    | 1994. | 2004.   | 2014.    | 2024.    |
| ---------- | ----- | ------- | -------- | -------- |
| Број људи: | 235   | 236     | 264      | 236      |
| Разлика:   |       | +0,42 % | +11,86 % | -10,60 % |

| Година:    | 2023. | 2024. |
| ---------- | ----- | ----- |
| Број људи: | 236   | 236   |
| Разлика:   |       | +0 %  |

Према подацима о броју становника из 2024. године насеље је имало 236 становника.